# Zhou Ziqi
Zhou Ziqi (周 自 齊S, Zhōu ZìqíP, Chow Tzu-ch'iW) (Guangdong, 17 novembre 1869 – Shanghai, 21 ottobre 1923) è stato un politico e educatore cinese, vissuto a cavallo tra la fine della dinastia Qing e l'inizio del periodo repubblicano.
Durante la prima parte della Repubblica ha ricoperto diversi ruoli: dapprima in diverse posizioni di ministero (compresa la comunicazione e la finanza), come diplomatico, poi come presidente in carica della Repubblica, e, per un periodo, come primo ministro in carica nel 1922, durante la malattia di Liang Shiyi. Era un membro della Cricca delle Comunicazioni

## Biografia
Nato nel Guangdong, Zhou, che parlava sia cantonese che mandarino, in seguito si trasferì nella sua provincia ancestrale dello Shandong. Ricevette un'istruzione superiore negli Stati Uniti alla Columbia University. Al suo ritorno in Cina, fondò la Tsinghua University, per preparare gli studenti a studiare all'estero; tra le materie principali c'erano l'inglese, la matematica e la scienza. Durante la sua permanenza a Tsinghua, Zhou era incaricato di mandare gli studenti a studiare all'estero; nel 1911 divenne presidente dell'università.
Come governatore della provincia di Shandong, esercitò un'influenza significativa, passando ai mezzi di comunicazione informazioni sulle Ventuno richieste.
Sostenitore del presidente provvisorio Yuan Shikai e delle sue azioni per ristabilire il governo imperiale nella Cina repubblicana, Zhou, durante il suo mandato come governatore dello Shandong, riteneva che il popolo cinese, con un tasso di alfabetizzazione del 2%, non era pronto per autogovernarsi. Dal suo punto di vista, il popolo poteva essere gestito solo dai politici, in caso contrario sarebbero subentrati instabilità e caos nel paese. Nel 1913, Yuan lo nominò Ministro della Guerra, carica che ricoprì fino all'anno successivo.
Yuan tentò di restaurare l'Impero verso la fine del 1915, mandando Zhou nell'Impero del Giappone come inviato speciale. Il governo giapponese guidato da Ōkuma Shigenobu però lo respinse, e Zhou dovette tornare in Cina per riferire del mancato appoggio. Dopo il fallimento della restaurazione della monarchia e la morte di Yuan nel giugno 1916, le idee monarchice di Zhou ebbero delle conseguenze: considerato uno degli otto principali sostenitori del vecchio regime, fu dichiarato traditore. Il nuovo presidente, Li Yuanhong, ne ordinò l'arresto, costringendolo a rifugiarsi in Giappone a chiedere asilo.
Dopo aver ottenuto la grazia dal presidente Feng Guozhang nel 1918, fu nominato ministro delle finanze nel 1920, sotto Xu Shichang, ma l'anno successivo fu costretto a rassegnare le dimissioni per i contrasti politici con il primo ministro Jin Yunpeng. In cerca di rivalsa, convinse Zhang Zuolin a sostituire il premier con Liang Shiyi, il capo della Communications Clique civile. Nello stesso anno, fu membro della delegazione cinese alla Conferenza navale di Washington, prima delle sue dimissioni a causa dei "risultati negativi" della conferenza.
Zhou è stato anche presidente della Banca di Cina, ministro della comunicazione, ministro militare, ministro dell'agricoltura e del commercio e ispettore generale di Salt.
Nel 1922, fu per un breve periodo primo ministro e presidente in carica, dopo le dimissioni di Liang come premier (a causa di una malattia) e, in seguito, di Xu come presidente. La sua presidenza, la più breve nella storia della Cina, fu provvisoria, poiché im partito di Zhili riuscì a reintegrare Li Yuanhong nella carica. Zhou si trasferì allora negli Stati Uniti per studiare cinema, per poi tornare in Cina per avviare uno studio cinematografico. Morì l'anno successivo.